# 翅萼过路黄
翅萼过路黄（学名：Lysimachia pterantha）为报春花科珍珠菜属的植物，为中国的特有植物。分布于中国大陆的四川等地，生长于海拔1,100米至2,100米的地区，常生于山坡及路边草丛中，目前尚未由人工引种栽培。